# Xã Chambersburg, Quận Pike, Illinois
Xã Chambersburg (tiếng Anh: Chambersburg Township) là một xã thuộc quận Pike, tiểu bang Illinois, Hoa Kỳ. Năm 2010, dân số của xã này là 200 người.